# Podarunki
Podarunki – szósty album zespołu Mister Dex, wydany przez wytwórnię STD.

## Lista utworów
Muzykę i słowa wszystkich utworów przygotował Piotr Bechcicki.

### Strona A
1. Podarunki
2. Pociąg
3. Ech, życie, życie
4. Zegar
5. Królowa lodu
6. Mazury

### Strona B
1. Do widzenia
2. Kochanie
3. Kwiat paproci
4. Wielka miłość
5. Szerokiej drogi
6. Misio pysio